# Petsmo
Petsmo (äldre finskt namn: Petäjänmaa) är en tätort i Korsholms kommun i landskapet Österbotten i Finland. Vid tätortsavgränsningen den 31 december 2021 hade Petsmo 491 invånare och omfattade en landareal av 4,02 kvadratkilometer.
Orten är till övervägande del svenskspråkig. Kustbyn har daghem och butiken Petsmo Handelslag, grundat 1906. Tidigare fanns även skola och bank (Kvevlax Sparbank). I Petsmo finns även två båthamnar som rymmer runt 130 båtplatser för uthyrning.

## Historik
Petsmo har haft fast bebyggelse sedan 1400-talet. Troligen beboddes byn även tidvis tidigare av resande jägare, då Petsmo ligger i mynningen till Lappsunds å som har förbindelse till Kyro älv.
Industrin blomstrade i mitten på 1900-talet. Mellan 1943 och 1989 fanns i Petsmo en av Finlands största minkfarmer (en del av företaget Oy Keppo Ab) med en produktion i Petsmo på upp till 40 000 skinn/år. För att trygga och utveckla pälsdjursnäringen startades av Keppo en metallverkstad som blomstrade upp, men såldes och flyttades till Vasa 1979. Ett sågverk som startades mot slutet av 1800-talet fanns även. Sågverksverksamheten ägdes till en början av Johannes Håkans, men gjorde konkurs 1932. Konkursboet köptes upp 1936 av Wiik & Höglund, som bedrev verksamhet till den 12 okt 1963, då sågen ansågs olönsam. Sågen sysselsatte som mest runt 100 personer. Nämnas kan även att Keppo år 1984 köpte upp Wiik & Höglund och som resultat av det bildades KWH-koncernen.